# Flujo de axoplasma
El Flujo de axoplasma se refiere al movimiento de material intracelular que requiere de un suministro de energía al igual que un potencial de acción, este contiene un fluido viscoso con neurotúbulos, neurofilamentos, mitocondrias, gránulos y vesículas. Si el flujo sanguíneo a la neurona se ve comprometido, se enlentecerá el flujo de axoplasma. También puede llegar a detener el flujo de axoplasma una constricción física como un vendaje apretado.